# Міністерство єврейських справ
Міністерство єврейських справ — одне з міністерств Генерального секретаріату та Ради народних міністрів Української Народної Республіки, яке опікувалося справами єврейського населення.

## Історія
Створене у липні 1917 року в рамках намагань забезпечити автономні права національних меншин, вперше створено в Україні, після отримання автономії від Тимчасового Уряду Росії. Міністр єврейських справ входив до Ради народних міністрів УНР.
Ліквідовано 18 липня 1918 року урядом гетьмана Скоропадського, після скасування закону про національно-персональну автономію. Міністерство продовжувало функціонувати «де юре» і в період Української Держави, з серпня 1918, в формі виконавчого органу Тимчасових єврейських національних зборів, на яких було представлено єврейські партії і організації.
З січня 1918 року міністерство єврейських справ очолював Мойсей Зільберфарб. 16 січня 1918 року Мойсей Зільберфарб подав у відставку, разом з усім урядом Винниченка. Міністром в уряді Директорії УНР став Вульф Лацький. Після відставки Лацького, з 26 грудня 1918 по 9 квітня 1919, міністерство очолював Авраам Ревуцький.

## Діяльність
9 січня 1918 Центральна Рада за пропозицією Генерального Секретаріяту Єврейських Справ прийняла Закон «Про національно-персональну автономію», одним з авторів якого був Мойсей Зільберфарб.
Закон про «Про національно-персональну автономію» був одним з найпрогресивніших досягнень в справі національних меншин, на території колишньої Російської імперії, що гарантував свободу національно-культурного розвитку всім національним меншинам України. Міністерство єврейських справ діяло відповідно до положень цього Закону, відповідало за питання єврейської культури і освіти та організації виборів і громадського єврейського самоуправління на місцях, видавало циркуляри і постанови, що стосувалися його діяльності, видавало посвідчення різним особам, відало статистикою.